# 名和長年
名和 長年（なわ ながとし）は、日本の南北朝時代の武将。伯耆（ほうき）守であったことから、同じく建武の新政下で重用された楠木正成、結城親光、千種忠顕と合わせて「三木一草」と称された。
長年が発給した文書は現存数が少なく、その他の長年、及び名和氏に関する史料も少ない。

## 生涯

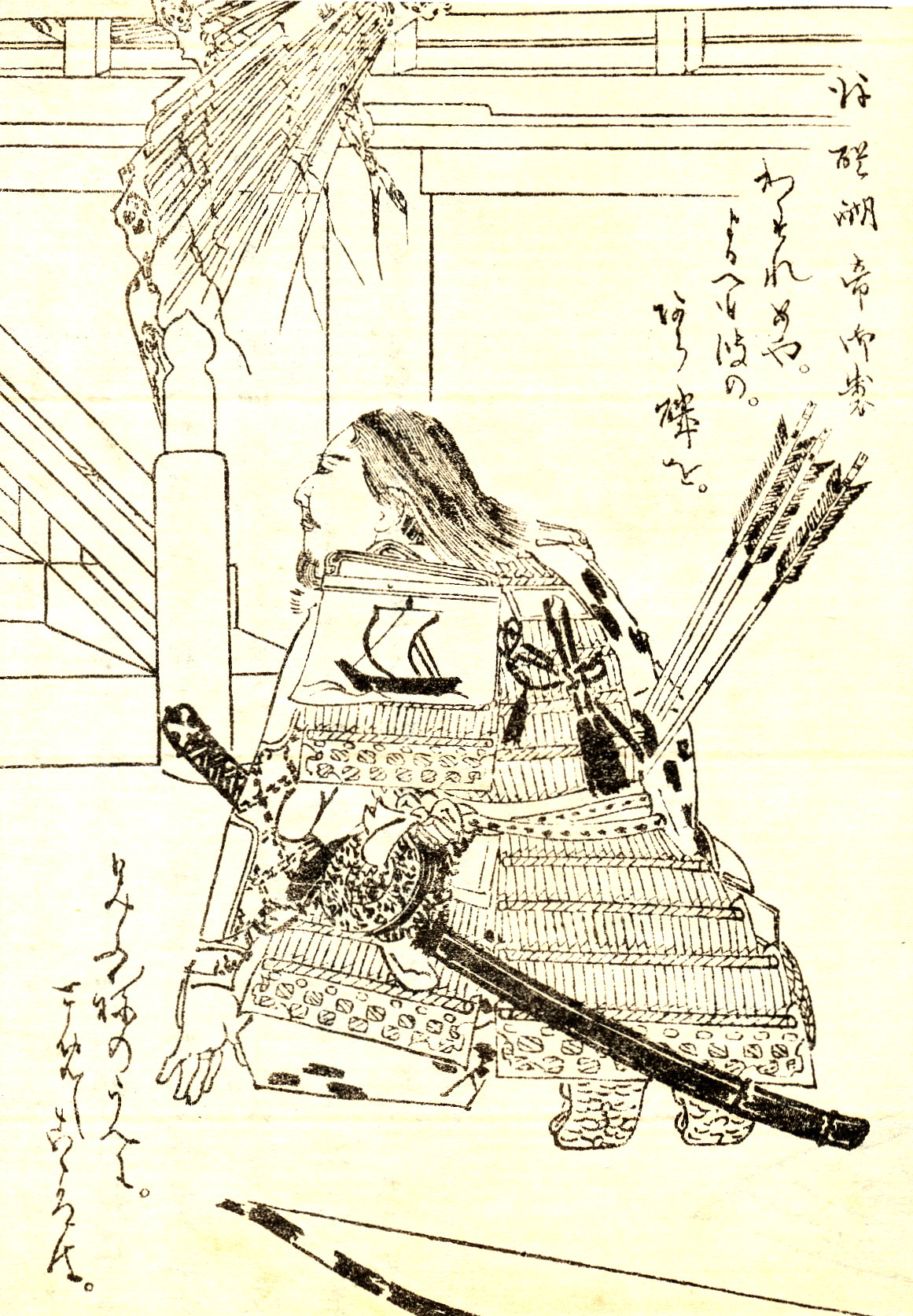
名和長年（菊池容斎『前賢故実』より）

伯耆国名和（鳥取県西伯郡大山町名和）で海運業を営んでいた名和氏の当主。一族に石山城（岡山城）を最初に築いた上神高直がいる。名和氏は赤松氏と同じく村上源氏雅兼流を自称しているが、長年は大海運業者だったとする説（『禅僧日記』より）、悪党と呼ばれた武士であったとする説がある。楠木氏同様、商業活動を行って蓄財をしており、比較的裕福な武士であった。『太平記』では長年のことを「家富み一族広うして、心がさある者（裕福で一族は繁栄しており、長年本人は度量が広い人物）」として紹介している。
元弘元年（1331年）の元弘の乱で鎌倉幕府の討幕計画が露見し捕縛されて隠岐島に流罪となっていた後醍醐天皇が、同3年（正慶2年、1333年）に島を脱出すると、これを船上山（現在の鳥取県東伯郡琴浦町）に迎え、討幕運動に加わった（船上山の戦い）。これに勝利した名和長年は後醍醐天皇により伯耆守に任じられた。また、後醍醐天皇の帰洛の際の護衛も務めている。船上山に天皇を迎えて討幕活動に参画するまでのくだりは『太平記』『梅松論』に詳細に記載されている。
幕府滅亡後に後醍醐天皇により開始された建武の新政において、河内国の豪族、楠木正成らとともに天皇近侍の武士となり、記録所や武者所、恩賞方や雑訴決断所などの役人を務め、帆掛け船の家紋を与えられる。また東市正に任じられ、これは名和氏の商業者的性格を重んじての人事と考えられている。この官職は代々中原氏が世襲してきたが、後醍醐天皇は強引にこのポストに長年を組み込んだ。自分の手足となって動いてくれる長年をこの官職に就任させることで、京都の商業・工業を直接掌握しようとしたと考えられる。
建武2年（1335年）に西園寺公宗が北条氏の残党と組んで新政を転覆しようとした謀略が発覚して逮捕されると、公宗を出雲国へ流刑する途中に謀って処刑している。また、討幕運動において京都の六波羅探題を滅ぼした足利尊氏と対立し、後醍醐天皇とも確執があった護良親王を結城親光とともに捕縛した。
尊氏が中先代の乱の討伐を契機に建武政権から離脱すると、正成、新田義貞らと共に宮方として尊氏と戦うが、延元元年/建武3年（1336年）の湊川の戦いの後に京都に入った尊氏に敗れ討死した。討死にした場所については、『太平記』には京都大宮、『梅松論』には三条猪熊とされている。長年の死を以って、後醍醐天皇の恩寵を受け栄達した「三木一草」は悉く果てた。『歯長寺縁起』は長年の戦死を「南朝の盛運が傾く凶兆である」と記しており、その通り廷臣を相次いで喪った南朝は劣勢に追いやられてゆくことになる。
明治19年（1886年）には正三位、昭和10年（1935年）には従一位を追贈されている。明治17年（1884年）、長年の功をもって、末裔の福岡県名和神社宮司名和長恭が男爵を授けられた。

## 贈位
- 明治16年（1883年）8月6日 - 贈従三位[7]
- 従一位

## その他・逸話
- 出生年は不明だが、長男の義高が1302年生まれである事から、船上山の戦いの時には若くても50代半ばだったと推測される。
- 船上山での挙兵時は名和長高と名乗っていたとされ、後醍醐天皇の「長くて高いのは危険なことではないか」との御言葉により、長年の名を贈られたとされる。
- 名和長年は弓の名手であり、五人張りの強弓を引き、一矢で二人の敵兵を射抜いたとされる。
- 船上山での長年の奮戦、天皇への恪勤に感銘を受けた後醍醐天皇は、長年の為に『忘れめや 寄るべもなみの荒磯を 御船の上にとめし心は』という歌を詠んだ[8]。この歌は新葉和歌集に収録されている。
- 日本姓氏語源辞典によれば、鳥取県鳥取市の「縄田」は、名和長年（ナワ・ナガトシ）の後裔とされている。